# St. Gabriel (Hamburg-Barmbek-Nord)

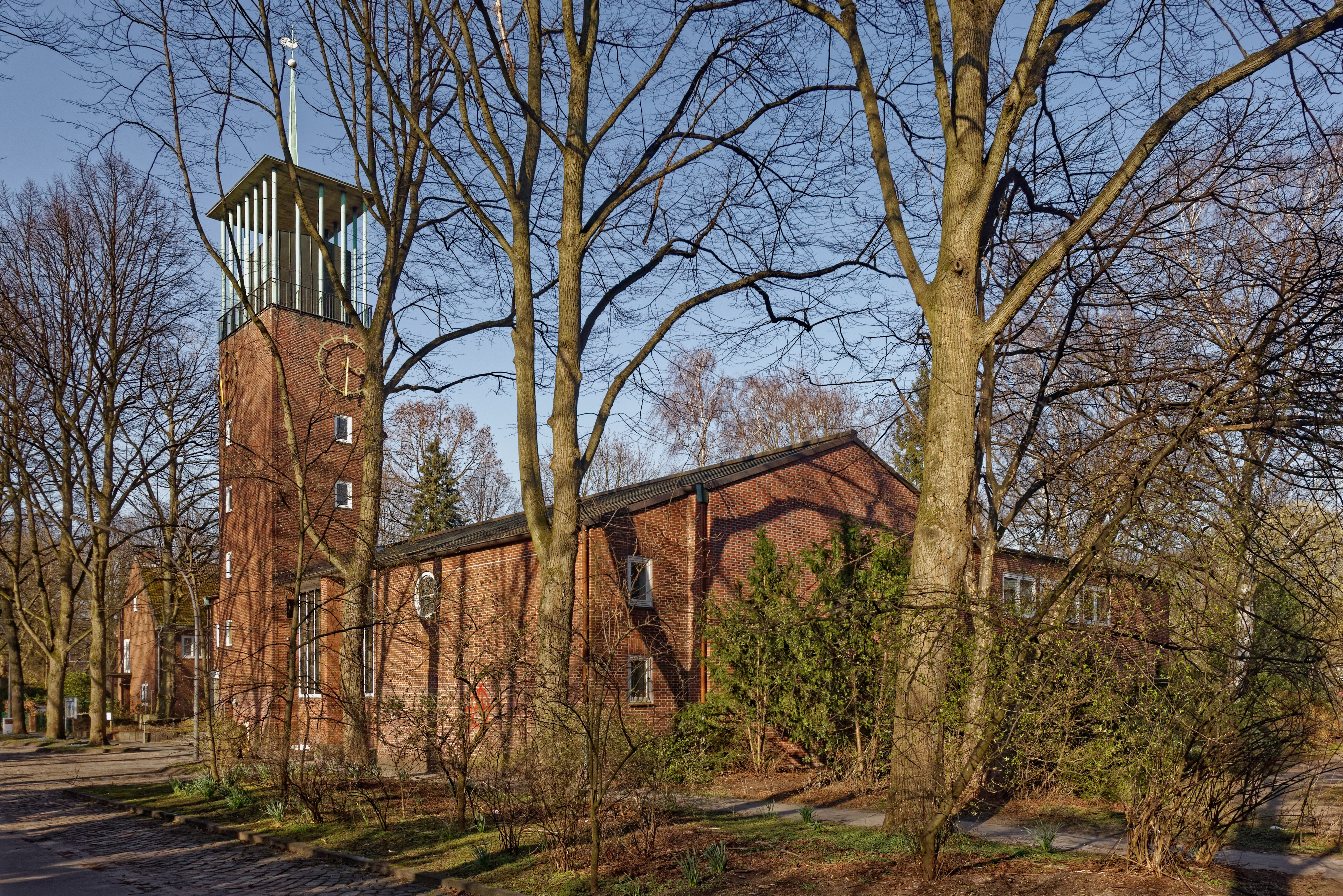
Hamburg-Barmbek-Nord, St. Gabriel

Die evangelisch-lutherische Kirche St. Gabriel im Hamburger Stadtteil Barmbek-Nord entstand nach dem Zweiten Weltkrieg für die Gemeinde in dem Arbeiterviertel um den Hartzlohplatz. Die Pläne stammen von dem Architekten Hermann Schöne. Die Gemeinde zählt etwa 4200 Mitglieder. Die Kirche ist als Kulturdenkmal beim Denkmalschutzamt Hamburg unter der Nummer 23213 erfasst.

## Baubeschreibung
Das Backsteingebäude mit einer Grundfläche von 606 Quadratmetern ist schlicht gehalten und bietet 380 Sitzplätze. Die drei Säulen vor dem Eingang und der in Form einer Bundeslade gestaltete Altar soll an den Jerusalemer Tempel erinnern. Ebenfalls am Eingang befindet sich ein Steinrelief des deutschen Bildhauers Hans Kock von 1958. Auf dem Altar sind in goldener Schrift die Worte des Kleinen Katechismus eingetragen. Der Altar, der Fuß des Taufbeckens und die Kanzel sind aus rötlichem afrikanischem Birnenbaumholz gefertigt. Sowohl die Fenster im Vorraum als auch im Kirchenschiff sind aus Antikglas.
Die Kirchenorgel wurde von Franz Grollmann 1959 aus Lerche mit Pfeifen aus Zinn gefertigt und besitzt zwei Manuale, ein Pedal und sechzehn Register.
Der Kirchturm ist 36 m hoch. In ihm aufgehängt ist eine 1960 von Friedrich Wilhelm Schilling aus Heidelberg gefertigte Bronzeglocke. Zudem schlagen zwei Leihglocken: eine von 1683 aus Stettin und eine von 1729 aus Breslau.

## Geschichte
Das alte Barmbek wuchs durch die industrielle Revolution und die damit verbundene Ansiedlung der New-York Hamburger Gummi-Waaren Compagnie erheblich. Ab der zweiten Hälfte der 1920er Jahre wurden daher im großen Stil Wohnblöcke für die Arbeiter nach dem Vorbild von Fritz Schumacher errichtet. Dabei bildete die Schmachthäger Straße die Grenze zwischen Hamburg und dem zu Preußen zugehörigen Orten Bramfeld und Steilshoop. Für die wachsende Bevölkerung wurde 1920 die Auferstehungskirche am Tieloh eingeweiht. Als weiterer Kirchenbau war St. Gabriel vorgesehen, als die Gemeinde sich von der Auferstehungskirche als „Nordbarmbeck-Hartzloh“ trennte. Zuvor wurde im November 1931 ein Kirchsaal am Hartzlohplatz von Hauptpastor Karl Horn inauguriert, dem in den 1930er Jahren ein eigenständiger Kirchenbau folgen sollte. Konkrete Pläne für diesen gab es ab 1938, die allerdings der Ausbruch des Zweiten Weltkrieges zunichtemachte.
Das Gemeindehaus und das noch vor Beginn des Krieges fertiggestellte Pfarrhaus dienten während der Luftangriffe auf Hamburg als Unterbringung für obdachlose Menschen. Nach Ende des Krieges entstand ein provisorischer Glockenturm, und aus finanziellen Gründen entschied man sich für den Umbau des Gemeindehauses anstatt eines Neubaus. Die Grundsteinlegung erfolgte am 8. September 1954 und bereits zwei Monate später wurde das Richtfest gefeiert. Die Einweihung der Kirche St. Gabriel durch den Oberkirchenrat der Hauptkirche Sankt Jacobi Adolf Drechsler war am 12. Februar 1956. In den folgenden Jahrzehnten wurde von der Gemeinde das Seniorenheim in der Schmachthäger Straße erbaut. Eine bis 2011 vorhandene Kirchenbibliothek wurde aufgelöst; stattdessen wurde der Gemeindesaal umgebaut.
Die Kirche bietet seit 1946 Kinderbetreuung an, die anfangs das Gemeindehaus dafür nutzte. Für Ferienzeiten wurden Fahrten nach Gudow unternommen. Ab den 1980ern wurden auch Schulkinder nachmittags beaufsichtigt, was der ausgedehnten Ganztagsbetreuung in den Schulen ab 2009 wegen eingestellt wurde.